# Centripetalna sila
Centripetalna sila ime je za svaku silu koja česticu ili tijelo s pravocrtne putanje neprestano skreće prema određenom središtu.:91  Centripetalna sila nije fundamentalna sila, nego samo naziv za rezultantu silā koja uzrokuje dano kružno (zakrivljeno) gibanje. Kada satelit kruži oko Zemlje, kao centripetalna sila služi gravitacijska sila kojom Zemlja privlači satelit; kada se tijelo vrti na niti, napetost niti održava ga na kružnoj putanji,:90 a ako se nabijena čestica giba u magnetskom polju, ulogu centripetalne sile ima Lorentzova sila.
Tijelo na koje ne djeluju sile zbog tromosti se giba pravocrtno i stalnom brzinom. Potrebna je sila koja će tijelu mijenjati brzinu, odnosno barem njezin smjer, kako bi putanja tijela postala zakrivljena.:90Ako ta sila djeluje samo povremeno i trenutno, popravljajući putanju tako da ona ukupno nalikuje zakrivljenoj putanji, putanja će između djelovanja sila i dalje biti pravocrtna. Što su korekcije putanje češće, to je putanja jednoličnija. O centripetalnoj sili govorimo u granici stalno djelujuće sile koja tijelo održava na glatkoj zakrivljenoj putanji, odnosno daje mu centripetalnu akceleraciju.
Iako se centripetalna sila najčešće razmatra za jednoliko gibanje po kružnici, moguća su poopćenja na ubrzano kružno gibanje i gibanje po bilo kojoj zakrivljenoj putanji. 

## Centripetalna sila pri jednolikom kružnom gibanju
Tijelo koje nije u stanju mirovanja ili jednolikog gibanja po pravcu bez iznimke se nalazi pod djelovanjem neke sile, koja mu daje ubrzanje. Iz kinematike je poznato da je za jednoliko gibanje po kružnici polumjera {\displaystyle r} brzinom {\displaystyle v} potrebno da je akceleracija stalno usmjerena prema središtu vrtnje. Ta centripetalna akceleracija iznosi:37
{\displaystyle a_{c}={\frac {v^{2}}{r}}}
Iz Newtonovog zakona koji kaže da svaku akceleraciju uzrokuje sila, koja je razmjerna masi i akceleraciji, slijedi da iznos centripetalne sile treba biti:91
{\displaystyle F_{c}=m\,a_{c}=m\,{\frac {v^{2}}{r}}}
Ta sila je, kao i centripetalna akceleracija, u svakom trenutku usmjerena prema središtu vrtnje.
Gibanje po kružnici može se s vremenom {\displaystyle t} opisati i pomoću varijable kuta {\displaystyle \varphi (t)} i kutne brzine {\displaystyle \omega (t)={\frac {d}{dt}}\varphi (t)}. Obodna brzina jest {\displaystyle v=\omega \,r} pa je centripetalna sila {\displaystyle F_{c}=m\,\omega ^{2}r}.  Za danu frekvenciju kružnog gibanja (kutnu brzinu), što je radijus vrtnje veći, to razmjerno treba veća biti centripetalna sila. Za dani radijus vrtnje, povećanje frekvencije vrtnje traži kvadratno povećanje sile koja će djelovati kao centripetalna sila.:91
Pri kružnom gibanju trenutna se akceleracija (time i sila koja djeluje na masu) može na putanji razložiti na tangencijalnu komponentu, koja tijelo ubrzava (ili usporava) u smjeru putanje, i radijalnu komponentu, koja je okomita na putanju i mijenja smjer (vektora) brzine, ali ne i iznos brzine.:38 Radijalna sila općenito odgovara onom što se zove centripetalnom silom, posebno u slučaju kada sila na tijelo nema tangencijalnu komponentu.
Budući da je centripetalna (radijalna) sila okomita na putanju, ona ne obavlja rad: ta sila mijenja smjer, ali ne i iznos brzine, što znači da tijelu ne povećava kinetičku energiju.

## Primjeri

### Gibanje nabijene čestice u magnetskom polju
Kada nabijena čestica uleti u jednoliko magnetsko polje u ravnini koja je okomita na to polje na nju će djelovati Lorentzova sila razmjerna naboju čestice {\displaystyle q}, njenoj brzini {\displaystyle v} i iznosu polja {\displaystyle B}. Sila djeluje u ravnini kretanja čestice i u svakom je trenutku okomita na njezinu trenutnu brzinu. Može se pokazati da takva sila uzrokuje gibanje čestice po kružnici. Lorentzova sila iznosa {\displaystyle F_{L}=qvB} djeluje kao centripetalna sila, čiji iznos za gibanje na radijusu {\displaystyle r} treba biti {\displaystyle F_{c}=m{\tfrac {v^{2}}{r}}}: 
{\displaystyle m{\frac {v^{2}}{r}}=qvB}.
Uzimajući u obzir odnos obodne i kutne brzine pri kružnom gibanju, {\displaystyle v=\omega \,r}, kružna frekvencija (tzv. ciklotronska frekvencija) i polumjer putanje za dano se magnetsko polje i brzinu čestice mogu odrediti iz
{\displaystyle \omega _{c}={\frac {qB}{m}}}
{\displaystyle r_{c}={\frac {mv}{qB}}}.
Period kružnog gibanja u danom polju jest {\displaystyle T_{c}={\frac {2\pi }{\omega _{c}}}=2\pi {\frac {m}{qB}}}.  Period i frekvencija vrtnje ne ovise o linearnoj brzini čestice ubačene u magnetsko polje, nego samo o jačini polja.  
Sve to vrijedi dok su brzine relativno male (nerelativističke) i dok je gubitak energije nabijene čestice emisijom elektromagnetskog zračenja zanemariv. U uređajima poput sinkrotrona to nije slučaj. U kvantnoj fizici, na vrlo malim prostornim skalama, energija čestice u magnetskom polju ne može poprimiti bilo koju vrijednost, nego zbog Landauove kvantizacije postoje dopušteni energijski nivoi čija visina ovisi i o klasičnoj ciklotronskoj frekvenciji. 